# اسطوره‌شناسی لتونیایی
اسطوره‌شناسی لتونیایی مجموعه‌ای از افسانه‌هایی‌ست که در طول تاریخ لتونی ظهور پیدا کرده است. این اساطیر گاهی توسط نسل‌های متوالی با دقت شرح داده می‌شوند، گاهی رد می‌شدند و دیگر روایت‌های توضیحی را جایگزین اساطیر می‌کردند. این اساطیر دنبالهٔ سنت‌های عامیانه مردم لتونیایی و اساطیر بالتیک پیشامسیحی هستند.
اساطیر لتونیایی به‌ویژه به عنوان ابزاری برای بازسازی و بررسی باورهای تاریخی پاگانیسم و هویت ملی لتونی به کار برده می‌شوند.

## تاریخ

### سده ۱۳ تا ۱۸ میلادی

قلمروهای قبایل بالتیک در آغاز قرن سیزدهم. تحقیقات اولیه به دنبال بازگرداندن دین بت‌پرستی بود که در آن زمان مردم بالتیک بدان باور داشتند.

گزارش‌های کمی از قبایل بالتیک، نیاکان لتونیایی‌های امروزی و اساطیر آنها تا مسیحی‌سازی در قرن سیزدهم وجود دارد. از زمان مسیحیت، گزارش‌های سرشماری در رابطه با اساطیر محلی از جمله رویدادنامه‌ها، گزارش‌های سفر، سوابق بازدید، گزارش‌های یسوعیان و دیگر گزارش‌های اعمال بت پرستان وجود داشته است. این گزارش‌ها توسط محققان منابع دست دوم محسوب می‌شوند، زیرا از آنجایی که نویسندگان لتونیایی نبودند، به زبان‌های محلی سخن نمی‌گفتند و بیشتر اوقات، پیشقدردار بودند. این مطالب گاهی مبهم هستند و حاوی اشتباهات، جعلیات و تحریفات ناشی از جهان‌بینی مسیحی هستند. با این وجود، بیشتر اوقات می‌توان از آن‌ها به عنوان اطلاعات فولکلور یاد کرد.

### سده ۱۸ تا ابتدای سده ۲۰
بیشتر اطلاعات دربارهٔ فولکلور در میانهٔ سدهٔ ۱۹ جمع‌آوری شده‌اند. در سده‌های ۱۸ و ۱۹، گمان برده می‌شد که قبیله‌های بالتی در اصل یک ملت بودند و بنابراین ایزدها و خدایان یکسان داشتند. نویسنده‌های نخستین تلاش کردند با به کار بردن اطلاعات از منطقه‌های همسایه، یک پانتئون لتونیایی را بازسازی کنند. این روش همچنین بعداً در ملی‌گرایی رمانتیک لتونیایی به کار برده شد. پس از منسوخ کردن نظام ارباب‌رعیتی، یک هویت ملی نویی در حال شکل گرفتن بود و نویسندگان در تلاش بودند که اثبات کنند سنت‌های فرهنگی بالتیک به اندازهٔ دیگر کشورها است. امید بود که یک حماسه بزرگ با استفاده از قطعاتی که در فولکلور حفظ شده‌اند، ساخته شود. همچنین تصور می‌شد که مذهب باستانی که در طول ۷۰۰ سال جور فراموش شده‌بود، ممکن است بازسازی شود. با این حال، منابع فولکلور برای این کار، ناکارآمد بودند. برخی تلاش کردند پانتئون‌ها به همان اندازه اساطیر یونانی تأثیرگذار باشند، اما منجر به این شد که برخی خدایان به سادگی تنها اختراع شوند. افزون بر این فرض که دیگر خدایان مردمان بالتیک نیز لتونیایی هستند اما در طول زمان فراموش شدند، خدایان جدیدی با الگوبرداری از خدایان یونانی و رومی ساخته شدند.
در همان زمان، برخی از مراسم‌ها و مناسک دین بت‌پرستی همچنان اجرا می‌شدند. از آنجایی که مسیحیت بیگانه دیده می‌شد، تلاش‌هایی برای بازسازی دین باستانی انجام شد.

## موجودات و مفاهیم

### خدایان آسمانی
بازسازی‌های گوناگونی از فضای اسطوره‌ای لتونیایی وجود دارد، اما بیشتر پژوهشگران بر معنی برخی ویژگی‌های مرتبط با آسمان هم‌نظر هستند. خود آسمان به عنوان Debeskalns، به معنای «کوه آسمان» شناخته می‌شود. آسمان همچنین به عنوان Oļu kalns («کوه سنگریزه‌ها»)، Sudraba kalns («کوه نقره») و Ledus kalns («کوه یخ») شناخته می‌شود. همچنین پیشنهاد شده است که دیواس (خدا) نیز نمادی از آسمان است زیرا ریشه‌شناسی نام او ممکن است به آسمان مرتبط باشد. دیواس به عنوان ایزد برتر شناخته می‌شود. یک خدای آسمانی دیگر، خدای خورشید، سولی است که نامش به معنای «خورشید» است. او باروری زمین را تأمین می‌کرد و نگهبان بدشانس‌ها بود، به‌ویژه ایتام و چوپان‌های جوان. یکی دیگر از ایزدان آسمانی، سولی است که نامش به معنای «خورشید» است.

### شیاطین
این باور که همه جادوگران شر هستند تنها پس از مسیحیت به وجود آمد. پیش از این اعتقاد بر این بود که جادوگران نیز مانند همه افراد می‌توانند بد و خوب باشند. پس از مسیحیت، اعتقاد بر این بود که جادوگران خدمتکاران شیطانی به نام بوروجی، بورتنیکی (جادوگران) و راگانا (جادوگران) با ولنی ازدواج می‌کنند. اینها در واقع ممکن است پزشکان طب عامیانه بوده باشند.